# Новая Зеландия и Корейская война
Новая Зеландия и Корейская война (англ. New Zealand and the Korean War) — официальная история роли Новой Зеландии в Корейской войне. Серия состоит из двух томов: первый, опубликованный в 1992 году, посвящён стратегии и дипломатии Новой Зеландии в войне, а второй, опубликованный четыре года спустя, освещает боевые действия новозеландских военных во время конфликта. Оба тома написаны Иэном Макгиббоном.

## Разработка и публикация
Новая Зеландия приложила значительные усилия для создания официальной истории Второй мировой войны, последний том которой был опубликован в 1986 году. Это задержало попытки зафиксировать вклад страны в послевоенные конфликты, в которых она принимала участие, например, в Корейскую войну, которая длилась с 1950 по 1953 год. Несмотря на это, с 1950-х годов существовало намерение создать официальную историю роли Новой Зеландии в Корейской войне. Иэн Макгиббон, ответственный за военную историю в Отделе исторических публикаций Департамента внутренних дел, начал свою работу в 1979 году, но признал, что другие обязанности задержали публикацию первого тома.
Первый том серии под названием «Политика и дипломатия» был опубликован в 1992 году тиражом 500 экземпляров. В нём подробно описывается внешняя и оборонная политика Новой Зеландии, которая привела к решению направить Kayforce в Корею, а также то, как конфликт повлиял на внутренние дела страны. Второй том серии под названием «Боевые операции» был опубликован в 1996 году и посвящён военному вкладу Новой Зеландии в Корейскую войну, которая началась с отправки фрегатов Королевского военно-морского флота Новой Зеландии в корейские воды. За кораблями позже последовал отряд Kayforce, состоящий из сухопутных войск, которые оставались в Корее до 1957 года.

## Критика
«Новая Зеландия и Корейская война» в целом была хорошо принята критиками. Когда книга была опубликована, У. Дэвид Макинтайр охарактеризовал её как «лучшую книгу, написанную до сих пор о внешних делах Новой Зеландии». Рецензируя второй том серии для журнала «Journal of Military History», Джеффри Грей заявил, что он «соответствует высокому стандарту», установленному первым томом Макгиббона.